# Hershel Shanks

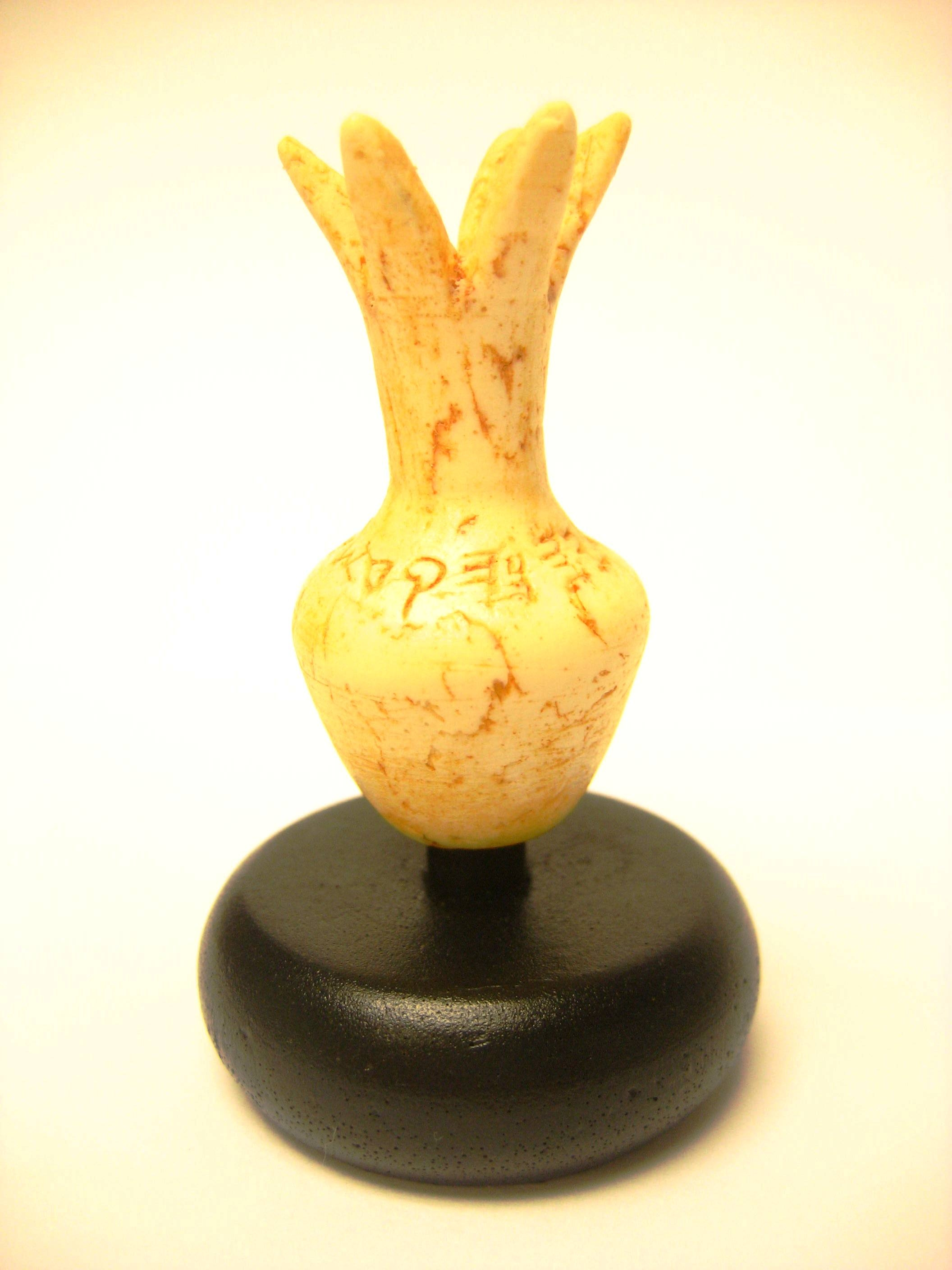
Elfenbein-Granatapfel

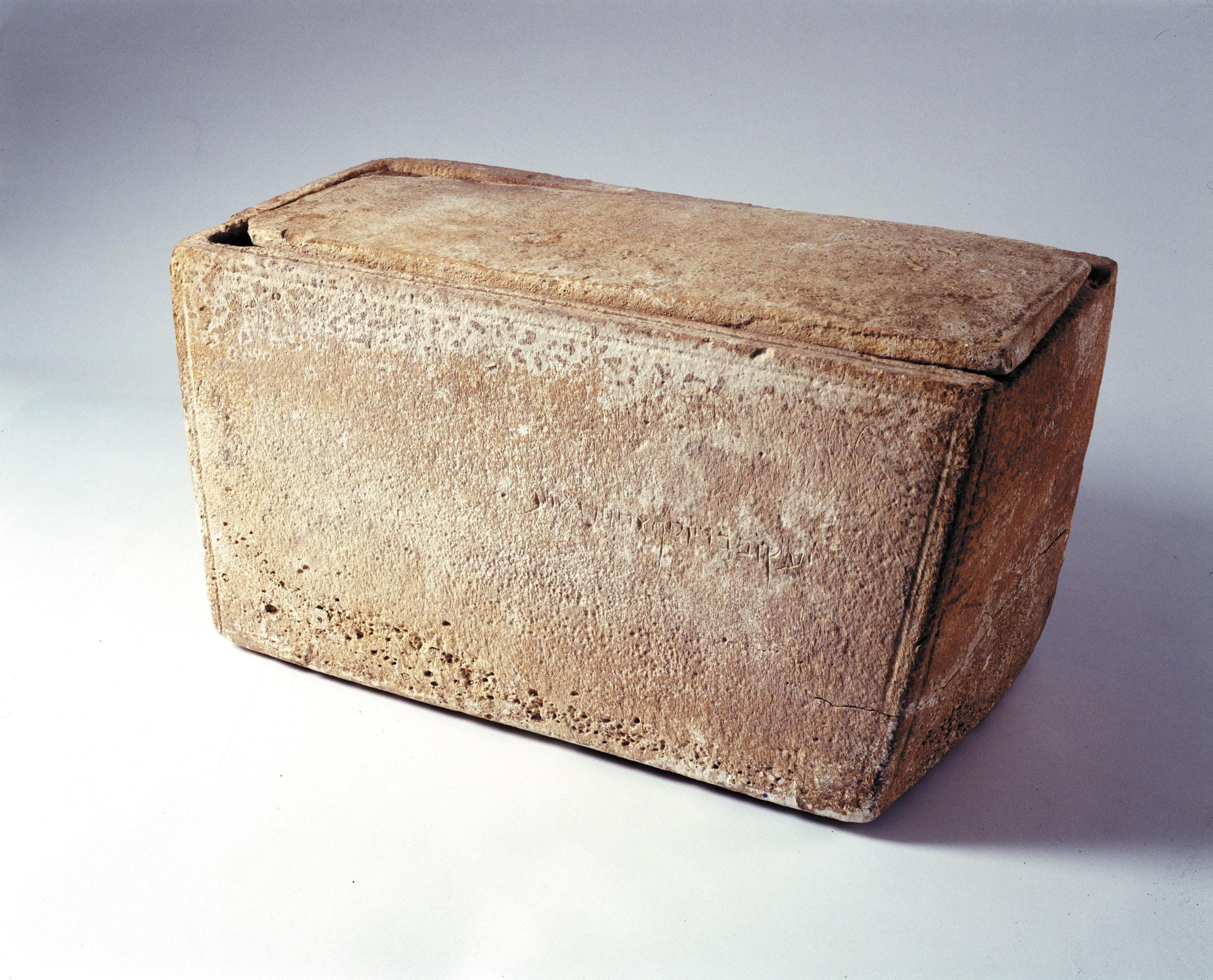
Jakobus-Ossuar

Hershel Shanks (geboren 8. März 1930 in Sharon (Pennsylvania), Vereinigte Staaten; gestorben 5. Februar 2021 in Washington, D.C.) war ein US-amerikanischer Jurist, Amateur-Archäologe und Herausgeber.

## Leben
Shanks wuchs in der amerikanischen Kleinstadt Sharon auf, wo sein Vater ein Schuhgeschäft betrieb.
Hier arbeitete Shanks schon als Kind mit.
Shanks Vater war aus Kiew in der Ukraine nach Amerika ausgewandert.
Shanks studierte am Haverford College Englische Sprache, an der Columbia University Soziologie und an der Harvard Law School Rechtswissenschaft.
1952 machte er seinen Bachelor für Englisch am Haverford College, und 1953 seinen Master in Soziologie an der Columbia University.
1956 schloss er sein Studium der Rechtswissenschaft an der Harvard Law School ab.
Dann arbeitete er drei Jahre am Justizministerium der Vereinigten Staaten.
Danach arbeitete er fast 30 Jahre als Rechtsanwalt bei der Anwaltskanzlei Glassie, Pewett, Dudley, Beebe and Shanks, die auf Immobilienrecht spezialisiert war.
1968 veröffentlichte er eine Sammlung von Meinungen und Urteilen des Richters Learned Hand The Art and Craft of Judging.
Außerdem schrieb er während dieser Zeit einen Artikel für The Jewish Quarterly Review mit dem Titel Is the Title ‘Rabbi’ Anachronistic in the Gospels? (deutsch: Ist der Titel Rabbi in den Evangelien anachronistisch?)
Dabei ließ er sich von William Foxwell Albright beraten.
Von 1972 bis 1973 ging Shanks mit seiner Familie nach Jerusalem.
Ursprünglich wollte er hier eine Erzählung über Saul schreiben.
Er ließ dieses Vorhaben jedoch fallen, weil er in Jerusalem sein Interesse für Archäologie entdeckte.
Für einen Tag nahm er an Ausgrabungen in Gezer⊙ teil, fand daran jedoch kein Vergnügen.
Zurück in den USA gab Shanks mehrere Archäologische Magazine heraus:
- von 1975 bis 2017: Biblical Archaeology Review (BAR)
- von 1985 bis 2005: Bible Review
- von 1987 bis 2004: Moment
- von 1998 bis 2006: Archaeology Odyssey.[5]

## Engagement und Anliegen
Shanks Anliegen war es, die Archäologie für breite Bevölkerungskreise zugänglich zu machen.
Seine Artikel waren in leicht verständlicher Sprache geschrieben und hatten spannende Titel, die die Aufmerksamkeit auch von Laien erregten.
Er berichtete über Kontroversen in den Kreisen der Archäologen.
Als er mit seinen Publikationen begann, war es üblich, dass auch wichtige archäologische Entdeckungen nur im Geheimen vom kleinen Kreis ihrer Entdecker bearbeitet wurden.
Die Entdeckungen und die dazu gehörigen Fotos wurden erst viel später und manchmal gar nicht publiziert.
Shanks stand auf dem Standpunkt, dass die archäologischen Funde der Allgemeinheit gehören und dieser zugänglich gemacht werden müssen.
Zu diesem Zweck gründete er das Magazin Biblical Archaeology Review, wo er diese Anliegen verfolgte.
Er hatte damit großen Erfolg.
Seinen ersten großen Durchbruch erlebte Shanks mit der Publikation der Schriftrollen vom Toten Meer.
Dabei veröffentlichte er im Vorwort ein Manuskript von Elisha Qimron, der 11 Jahre an diesem Thema gearbeitet hatte.
Dafür wurde er im Jahr 2000 wegen Urheberrechtsverletzung zu ungefähr 50.000 Dollar Strafe verurteilt.
Shanks Einspruch gegen das Urteil wurde abgewiesen.

## Biblical Archaeology Review (BAR)
1975 gründete Shanks das Magazin Biblical Archaeology Review (BAR) und war dessen Herausgeber bis zu seinem Rückzug in den Ruhestand 2017.
Es erschien zunächst vierteljährlich, dann alle zwei Monate.
Das Magazin wurde zu einem großen Erfolg.
Im Jahr 2000 hatte es mehr als 250.000 Abonnenten.
Dieses Magazin hatte eine breite Leserschaft, die von evangelikalen Christen bis zu zionistischen Juden reichte.
Anliegen des Magazins war es, Informationen über archäologische Entdeckungen und Diskussionen in Israel und Umgebung für eine breite Öffentlichkeit leicht zugänglich zu machen.
Dabei legte Shanks Wert auf dramatische Überschriften und gute Fotos.
Die erste Ausgabe schrieb er ganz und gar selbst.
Dann suchte und fand er Gelehrte, die Artikel für sein Magazin schrieben.

## Kontroversen über Fälschungen von Antiquitäten
Shanks veröffentlichte in seinem Magazin Biblical Archaeology Review (BAR) die Diskussionen über die Echtheit von Antiquitäten darunter: die Berekhyahu Bullae, der Elfenbein-Granatapfel, das Jakobus-Ossuar, die Joasch-Inschrift, das Siegel der Maadana.
An den Diskussionen nahmen bekannte Archäologen und Epigraphiker teil, darunter: Gabriel Barkay, Aaron Demsky, Robert Deutsch, André Lemaire, Régine Hunziker-Rodewald, Alan Ralph Millard, Ada Yardeni, Yuval Goren.
Die Diskussionen wurden sehr hitzig geführt und teilweise wurden die Diskussionspartner als Komplizen der Fälscher verdächtigt.
Yuval Goren untersuchte die Stücke mit Hilfe der Röntgenfluoreszenzanalyse.
Seine Untersuchungen legten den Verdacht von Fälschungen nahe.
Shanks selber tendierte dazu, die Stücke als echt zu betrachten, ließ aber beide Seiten zu Wort kommen.

## Familie
Shanks war verheiratet und hatte zwei Töchter und zwei Enkelkinder.

## Bücher (Auswahl)
- Freeing the Dead Sea Scrolls and Other Adventures of an Archaeology Outsider, 2010, Continuum, ISBN 978-1-4411-5217-6.
- Jerusalem's Temple Mount: From Solomon to the Golden Dome, Continuum International Publishing Group Ltd, 2007, ISBN 978-0-8264-2884-4
- The Copper Scroll And The Search For The Temple Treasure, Biblical Archaeology Society, 2007, ISBN 978-0-9796357-1-7
- City of David: Revisiting Early Excavations, Biblical Archaeology Society, 2004, ISBN 978-1-880317-70-9
- Jesus the Last Day, Biblical Archaeology Society, 2003, ISBN 978-1-880317-63-1
- The Brother of Jesus: The Dramatic Story & Meaning of the First Archaeological Link to Jesus & His Family, San Francisco: HarperSanFrancisco, 2003, ISBN 978-0-06-055660-0, OCLC 51865713.
- Best Jewish Jokes, Washington, DC: Moment Publications, 1999, ISBN 978-0-9671632-0-8, OCLC 1026500545.
- The Mystery and Meaning of the Dead Sea Scrolls, New York: Random House, 1998, ISBN 978-0-679-45757-2, OCLC 37499858.
- Jerusalem: An Archaeological Biography, New York: Random House, 1995, ISBN 978-0-679-44526-5, OCLC 32778599.
- Christianity and Rabbinic Judaism: A Parallel History of Their Origins and Early Development, SPCK Publishing, 1993, ISBN 978-0-281-04625-6
- In the Temple of Solomon and the Tomb of Caiaphas, Washington, DC: Biblical Archaeology Society, 1993, ISBN 978-1-880317-11-2, OCLC 645662424.
- Understanding the Dead Sea Scrolls. A Reader From the Biblical Archaeology Review,
- Archaeology and the Bible: The Best of Bar: Archaeology in the World of Herod, Jesus and Paul, Biblical Archaeology Society, 1990, ISBN 978-0-9613089-6-4
- Ancient Israel: A Short History from Abraham to the Roman Destruction of the Temple zusammen mit Joseph Calloway, Shaye J. D. Cohen, Siegried H. Horn, Andre Lemaire, Lee I Levine, P. Kyle McCarter Jr., Eric M. Meyers, Nahum M. Sarna, André Lemaire, Prentice Hall College Div, 1988, ISBN 978-0-13-036435-7
- The Mystery of the Dead Sea Scrolls Revealed, Random House Value Publishing, 1988, ISBN 978-0-517-33645-8
- Judaism in Stone: Archaeology of Ancient Synagogues, Joanna Cotler Books, 1979, ISBN 978-0-06-067218-8
- The City of David: A guide to Biblical Jerusalem, Tel Aviv, Israel: Bazak Israel Guidebook Publishers, 1973, ISBN 978-0-9607092-1-2, OCLC 2378283.

### Artikel
- First Person: Misogyny in the Bible, 2021
- Ancient Jerusalem: The Village, the Town, the City, 2021
- Why Did Judas Identify Jesus with a Kiss?, 2021
- The Destruction of Pompeii—God’s Revenge?, 2021
- First Person: Did the Kingdoms of Saul, David and Solomon Actually Exist?, 2020
- First Person: Was the Dead Sea Scroll Community Celibate?, 2018
- First Person: My Final “First Person”, 2017
- First Person: Should These Looters Go to Jail?, 2017
- The Four-Room House, 2017
- The Pool of Siloam Has Been Found, but Where Is the Pool of Siloam?, 2016
- First Person: Why Consult Scholarship to Judge “Jesus’ Wife” Fragment?, 2016
- Video: Hershel Shanks Explores the Evidence Before the James Ossuary Trial, 2012
- Has Joe Zias Shown the James Ossuary Inscription to Be a Modern Forgery?, 2009
- "Prosecutorial Misconduct" in Israeli Forgery Case?, 2009
- James Ossuary Trial Continues to Unravel, 2009
- Trial Reaching Climax?, 2008

## Artikel über Hershel Shanks
- In Memory of Hershel Shanks, 2021
- First Person: Festschrift: A Celebration of Hershel Shanks, 2018
- Celebrating Hershel Shanks, 2018
- Hershel Shanks Urges Megiddo Expedition to Try Wet-Sifting, 2013
- Hershel Shanks Asks About Eilat Mazar’s Biblical Archaeology Methods, 2011
- Live on the Air with Hershel Shanks, 2009

### Die drei Kreuzzüge des Hershel Shanks
- Hershel’s Crusade, No. 1: He Who Freed the Dead Sea Scrolls, Martin Abegg, Jr.
- Hershel’s Crusade, No. 2: For King and Country: Chronology and Minimalism, William G. Dever
- Hershel’s Crusade, No. 3: Forgeries and Unprovenanced Artifacts, Ada Yardeni

### Youtube-Filmchen mit und über Hershel Shanks
- Biblical archaeology star and ‘rabble-rouser’ passes away, 2021
- Hershel Shanks Funeral, 2021
- Hershel Shanks Whose Magazine Uncovered Ancient Israel Dies at 90, 2021
- How I Got Started, 2016
- Eisenman vs Shanks on the James Ossuary, 2012
- Hershel Shanks Introduces His Autobiography Freeing the Dead Sea Scrolls, 2010
- Hershel Shanks Interviews Fr. Joseph A. Fitzmyer, 2010
- Hershel Shanks on the James Ossuary-- Case Not Closed, 2004